# 개밀
개밀은 벼과 갯보리속의 여러해살이풀로 학명은 Elymus tsukushiensis이다.

## 특징
높이는 50-100cm 정도이다. 잎은 길이가 20-30cm, 폭이 5-10mm 가량이다. 이삭꽃차례는 길이 20-30mm로, 비스듬히 뻗는 작은이삭이 성기게 나 있으며 꽃은 아래로 드리워진다. 이 때, 작은이삭에는 5-10개의 작은 보랏빛 꽃이 피어난다. 호영은 털이 없고, 까락은 길이 1-3cm 정도 된다. 주로 들이나 길가에서 흔히 볼 수 있다.

## 같이 보기
대체 암 치료법